# 芮逸夫
芮逸夫（1898年5月18日—1991年7月7日），江苏溧阳人，中华民国人类学家。

## 生平
芮逸夫早年在国立东南大学外文系修业。后赴美国加州大学柏克利分校、耶鲁大学学习人类学。
1930年起，历任中央研究院社会科学研究所民族学组助理员，中央研究院历史语言研究所人类学组助理员、副研究员、编纂、研究员。1944年，国立西南联合大学架构下的南开大学拟聘请芮逸夫任南开大学边疆人文研究室负责人，芮因病未就任。他还曾任国立中央大学边政系教授、国民政府立法院立法委员等职务。1949年赴台湾。1950年春，兼任国立台湾大学历史系教授，同年考古人类学系成立，改为专任教授，兼任中央研究院人类学组主任。他还曾兼任国立台湾师范大学家政系及淡江文理学院历史学系教授。
1964年赴美国任教，历任西雅图华盛顿大学人类学系及印第安那大学人类学系客座教授。1966年返回台湾，仍任国立台湾大学考古人类学系教授、研究主任，兼任台湾中国文化大学民族与华侨研究所教授。还任光复大陆设计研究委员会委员、中华文化复兴运动推行委员会委员。后来被选为中央研究院院士。 芮逸夫长期研究民族学理论及民族文化，对中国古代亲属制度、中华民族构成、苗族文化等方面研究颇深。
1991年7月7日，芮逸夫在台北市逝世。

## 著作
- 《中国民族文化及其论稿》
- 《湘西苗族调查报告》（合著）
- 《川南雅雀苗的婚丧礼俗》
- 《人类学辞典》（主编）
- 《九族制與爾雅釋親》
- 《苗蛮图集》[1]